# Filipinomysz niezwykła
Filipinomysz niezwykła (Apomys insignis) – gatunek ssaka z podrodziny myszy (Murinae) w obrębie rodziny myszowatych (Muridae), występujący na Filipinach. 

## Zasięg występowania
Filipinomysz niezwykła występuje endemicznie na Filipinach, z zasięgiem ograniczonym do dwóch wysp – Mindanao i Dinagat. Gryzoń ten nie występuje na wyspach Bohol, Leyte, Samar i Biliran, doniesienia o występowaniu tam dotyczą innego gatunku filipinomyszy.

## Taksonomia
Gatunek po raz pierwszy zgodnie z zasadami nazewnictwa binominalnego opisał w 1905 roku amerykański ornitolog i przyrodnik polowy Edgar Alexander Mearns nadając mu nazwę Apomys insignis. Holotyp pochodził z góry Apo, na wysokości 6000 ft (1829 m), w południowej części Mindanao, w Filipinach. 
Apomys insignis należy do podrodzaju Apomys. Dowody molekularne sugerują, że A. insignis wykazuje szczególne pokrewieństwo z A. hylocoetes z Mindanao, A. camiguinensis z Camiguin oraz nieopisanymi gatunkami z Bohol, Leyte, Samar i Biliran. Sekwencje mitochondrialne nie odróżniają A. insignis od gatunku sympatrycznego A. hylocoetes w górach Kitanglad, być może z powodu introgresji lub wychwytywania mitochondriów, ponieważ oba gatunki różnią się znacznie kariotypem (2n = 36 i FN = 36 dla insignis oraz 2n = 48 i FN = 56 dla hylocoetes); sympatryczność między oba gatunkami występuje również na górze Apo. Taksonomia A. insignis wymaga dokładniejszych badań. Autorzy Illustrated Checklist of the Mammals of the World uznają ten takson za gatunek monotypowy.

### Etymologia
- Apomys: Apo, Mindanao, Filipiny; μυς mus, μυος muos „mysz”[9].
- insignis: łac. insignis „nadzwyczajny, niezwykły, godny uwagi”, od in „w kierunku”; signum „znak, oznaczenie”[10].

## Morfologia
Długość ciała (bez ogona) 71–123 mm, długość ogona 134–176 mm, długość ucha 18–21 mm, długość tylnej stopy 31–35 mm; masa ciała 33–52 g. 

## Ekologia
Jest spotykana niemal od poziomu morza do 2800 m n.p.m.. 
Gatunek ten osiąga największą liczebność w górskich lasach pierwotnych, ale jest spotykany także w środowisku zaburzonym (np. przez osuwiska i ograniczony wyrąb). Prawdopodobnie nie występuje na obszarach intensywnej ludzkiej aktywności, takich jak tereny rolnicze i trawiaste.

## Populacja
Zwierzę to lokalnie jest dosyć liczne, filipinomysz niezwykła jest uznawana za gatunek najmniejszej troski. Intensywne wylesianie w latach 70. i 90. XX wieku doprowadziło do znacznego spadku liczebności na nizinach, ale większość populacji zamieszkuje góry i utrata środowiska dotknęła ją tylko w niewielkim stopniu. Gryzoń występuje w obszarach chronionych.